# Moustache
Pour les articles homonymes, voir Moustache (homonymie).

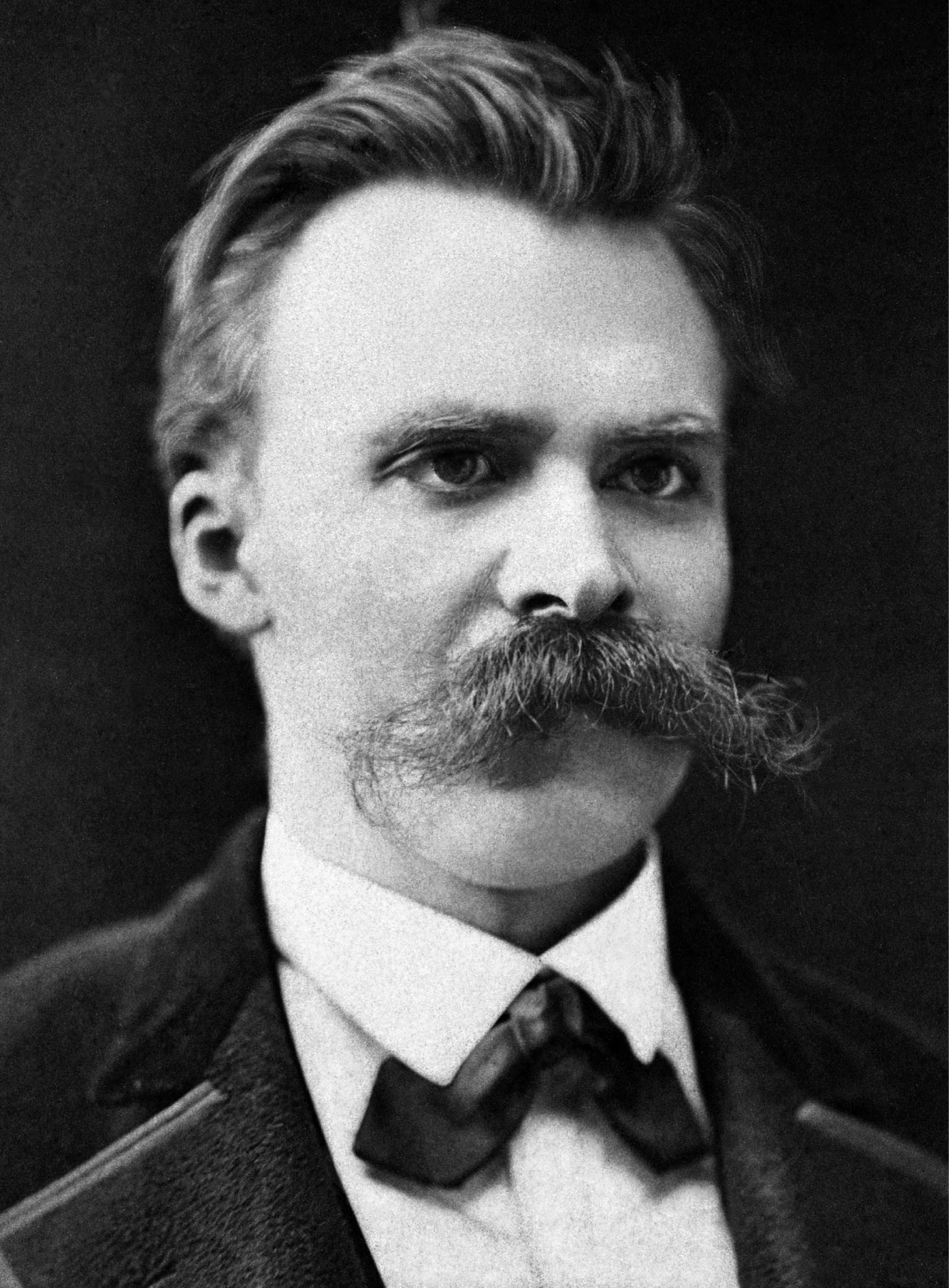
Le philosophe Friedrich Nietzsche portant une moustache assez distinctive.

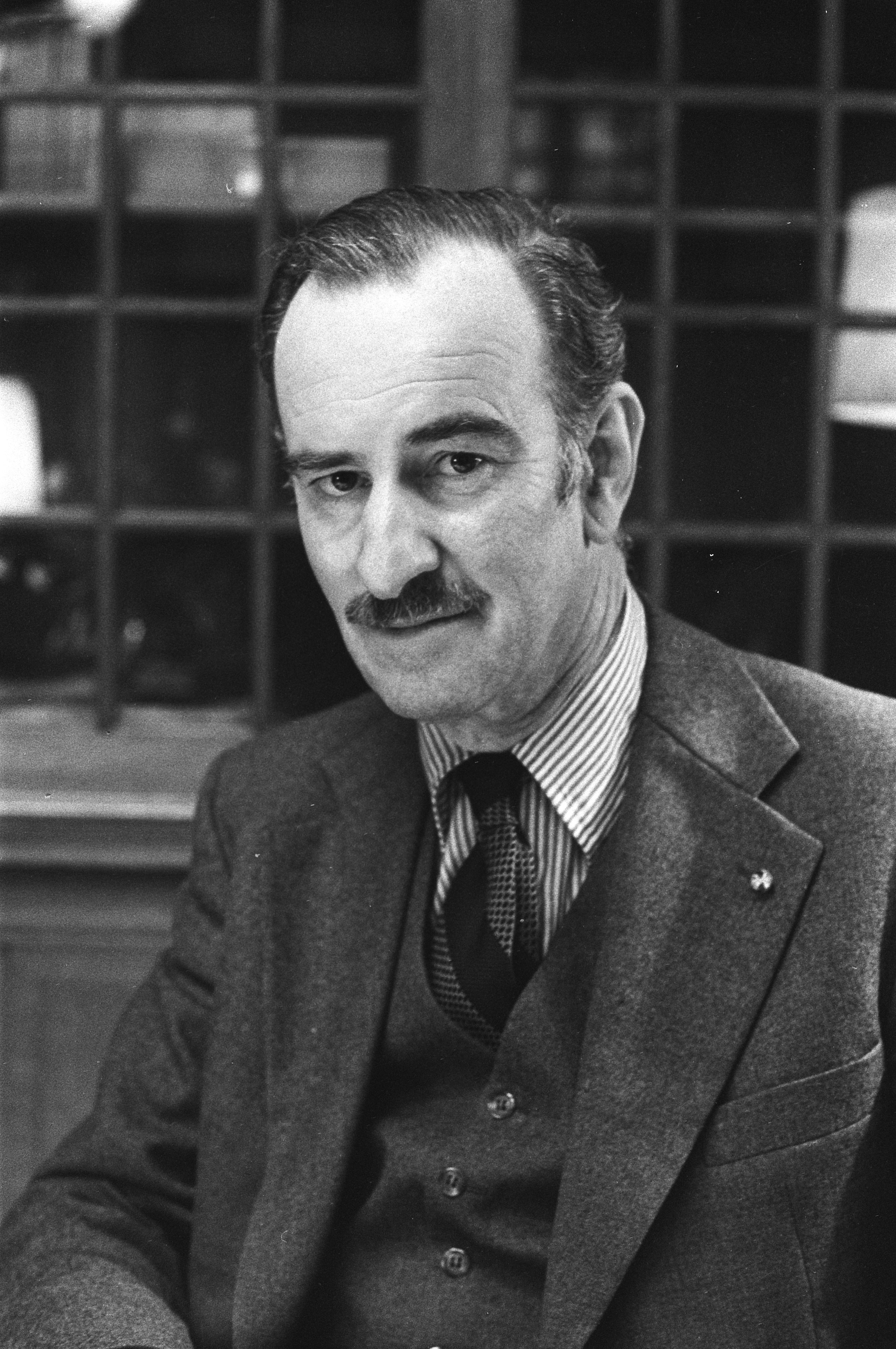
Moustache à la mode dans les années 1970, de Chris van der Klaauw.

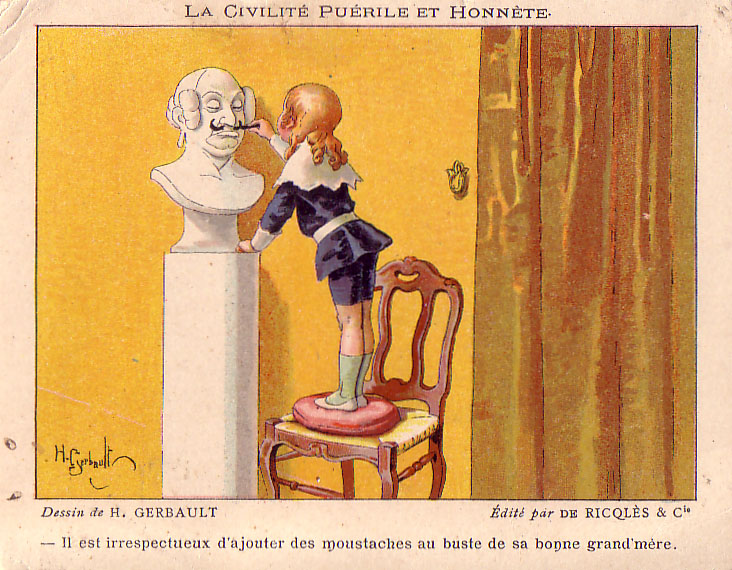
Le dessin de moustache est une forme de moquerie.

Une moustache est une pousse de poils qui se trouve sur la lèvre supérieure des humains.
Peu de pathologies affectent la moustache à proprement parler, sinon le développement gênant, voire douloureux (rougeurs, démangeaisons), de pilosités sous-cutanées consécutif au rasage. Il peut être généralement évité par un gommage préventif de la peau avant le rasage, ou, en cas de développement avéré, par une simple friction de la moustache à l’aide d’un gant de crin.

## Histoire
La moustache était fort appréciée avant la Première Guerre mondiale et les Allemandes disaient alors « Ein Kuss ohne Schnurrbart ist wie Suppe ohne Salz », ce qui signifie « Un baiser sans moustache est comme une soupe sans sel ». Le proverbe se retrouve par exemple dans Une famille d'Europe : Récit historique de Jean-Robert Pitte. Mais déjà La Pratique de l’allemand de la méthode Assimil, qui date d’entre les deux guerres, citait encore l’expression mais en parlait comme d’une opinion d’autrefois.
En France, au cours du XIXe siècle, plusieurs décrets rendent obligatoire et réglementent le port de la moustache aux armées et dans la gendarmerie. Ce n'est qu'en 1933, dans la gendarmerie, que ces dispositions sont abolies,.
En 1999 est lancé l'événement Movember qui voit chaque année certains hommes se laisser pousser la moustache pendant le mois de novembre.

## Styles

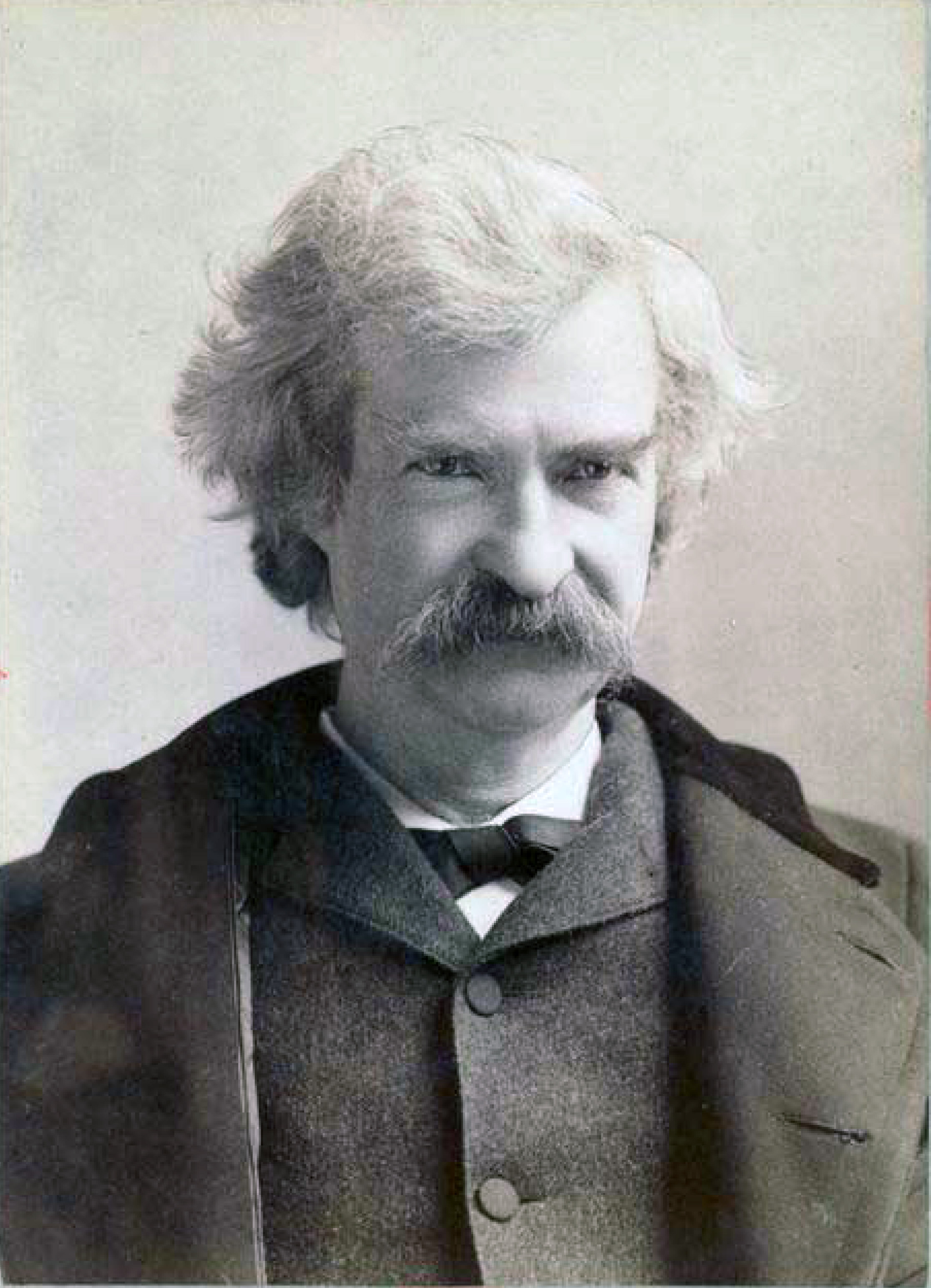
Moustache à la gauloise de Mark Twain.

L'édition 2007 du championnat du monde de barbe et moustache a proposé de classer les compétiteurs selon leurs systèmes pileux catégorisés en trois groupes (moustache, barbe partielle et barbe complète) et 17 catégories (styles).
Les principaux styles sont :
- Moustache en chevron : raide, assez épaisse et large pour mordre légèrement la ligne de la lèvre supérieure. Cette moustache broussailleuse est populaire dans la culture américaine des années 1970 et 1980 (Burt Reynolds, Ron Jeremy, Chuck Norris, Richard Petty, Tom Selleck, Freddie Mercury)
- Moustache en croc, appelée aussi moustache de Dali : fine dont les pointes recourbées remontent brusquement
- Moustache à l'anglaise : fine, longue et droite, divisée en deux, les pointes montantes légèrement bouclées vers le haut (David Niven)
- Moustache à la française : ressemble à l'anglaise mais les pointes montantes plus arrondies
- Moustache en trait de crayon appelée aussi moustache Clark Gable : courte et étroite, coupée, qui suit la ligne de la lèvre supérieure
- Moustache Fu Manchu : très longue, les poils au-dessus des coins de la bouche laissés pousser pour retomber autour de la mâchoire et dépasser les contours du visage (moustache des représentations artistiques stéréotypées de méchants chinois, moustache de Sam le pirate)
- Moustache en fer à cheval : pleine qui se prolonge tout autour de la bouche comme la Fu Manchu mais plus épaisse et non rasée au niveau de la mâchoire. Elle ressemble à l'envers d'un fer à cheval (adoptée par Glenn Hughes, les bikers, des lutteurs comme Hulk Hogan ou des cow-boys)
- Moustache en guidon : fournie au milieu et effilée sur les extrémités, elle remonte légèrement de part et d’autre de la bouche pour ressembler à un « guidon de vélo » (Bourvil - Les Cracks)
- Moustache à l'impériale : épaisse, s'étendant de la lèvre supérieure vers les joues où elle rebique vers le haut. Particulièrement en vogue sous l'empereur Napoléon III
- Moustache naturelle
- Moustache à la mexicaine appelée aussi à la Pancho Villa : broussailleuse, elle dépasse la commissure des lèvres pour encadrer la bouche
- Moustache en brosse à dents : épaisse et carrée sous le nez, elle est très populaire au début du XXe siècle en Europe. Elle est portée par Charlie Chaplin et Oliver Hardy, avant d'être adoptée par Hitler qui est surnommé Chaplinbart (« poils à la Chaplin »). Elle a depuis la fin du régime nazi perdu en popularité, Michael Jordan tentant de la réhabiliter mais l'abandonnant après avoir été surnommé « Herr Jordan »[6]
- Moustache à la hongroise : épaisse et broussailleuse, elle tombe au-dessus de la bouche et ses pattes remontent jusqu'aux tempes
- Moustache à la gauloise, dite aussi moustache morse : épaisse et broussailleuse, elle tombe au-dessus de la bouche mais ses pattes retombent, ressemblant aux moustaches d'un morse puisqu'elles pendent au-dessus de sa bouche de façon similaire

Styles de moustache
Moustache en chevron
Moustache en croc
Moustache anglaise
Moustache en trait de crayon
Moustache Fu Manchu
Moustache en fer à cheval
Moustache en guidon
Moustache à l'impériale
Moustache naturelle
Moustache à la mexicaine
Moustache en brosse à dents

## Dans la culture
Dessiner des moustaches sur un portrait, une photographie, etc., est une plaisanterie simple et fréquente ; quand il s’agit de celle d’Hitler notamment, elle est communément peu appréciée[réf. nécessaire].
Ossip Mandelstam, dans son épigramme contre Staline écrit : « Quand sa moustache rit, on dirait des cafards ».
À la suite d'un accident de mobylette qui lui laisse une cicatrice sur la lèvre, Paul McCartney, pour la camoufler, décide de porter la moustache. Les autres membres du groupe The Beatles l'imitent et on les voit avec leur nouvelle apparence sur la pochette de l'album Sgt. Pepper's Lonely Hearts Club Band en 1967. Ceci marquera le retour de la moustache dans les années 1960.
La moustache a également un aspect culturel et communautaire visible, puisqu'on recense par exemple des concours de la plus belle moustache ou des groupes de jeu se référant à cette forme de pilosité. Longtemps démodée, la moustache semble revenir en grâce dans les courants avant-gardistes new-yorkais depuis le milieu des années 2000[réf. nécessaire].

## La moustache chez la femme

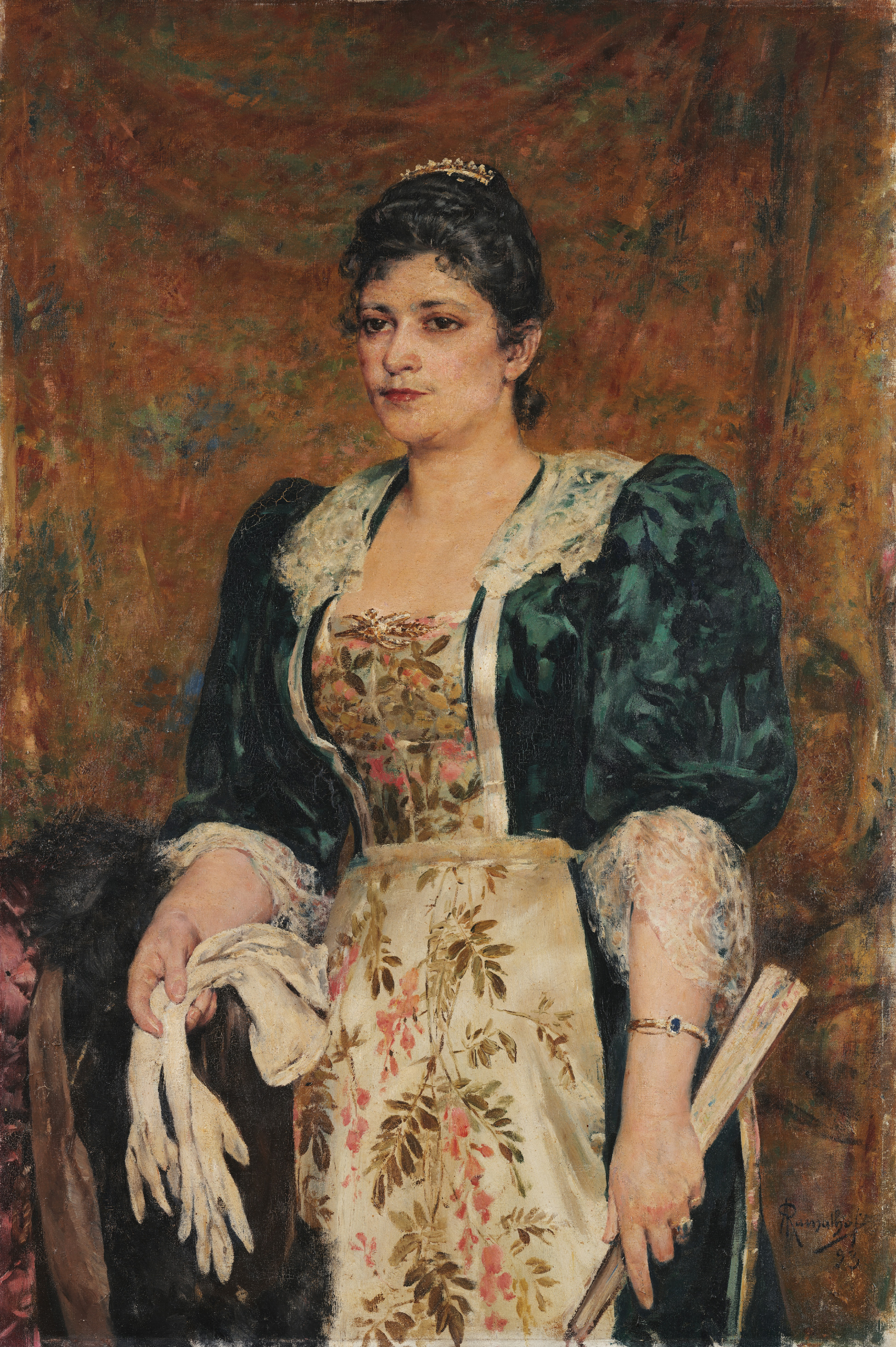
Portrait de l'actrice portugaise

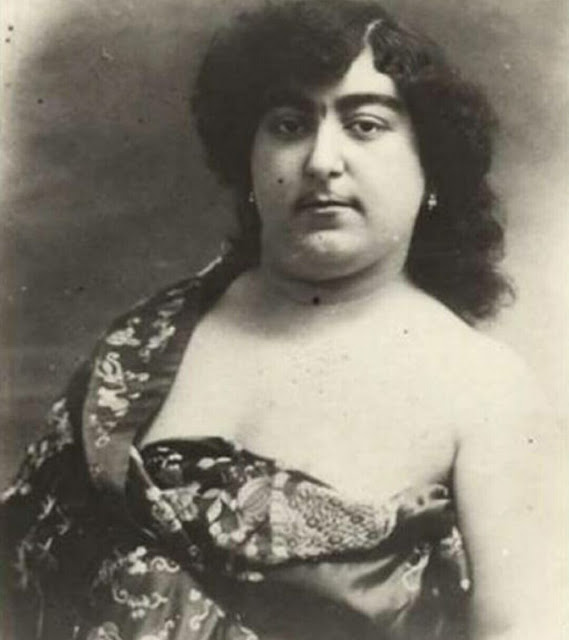
Taj Saltaneh en 1890.

L’apparition de la moustache chez la femme peut provenir d’un déséquilibre de la balance hormonale - non provoqué par l’absorption de substances androgéniques exogènes s’entend - en particulier d’un excès de libération de testostérone et de delta-4 androstènedione par les ovaires. La moustache chez la femme peut trahir un dysfonctionnement ovarien d’origine kystique ou tumoral.
La présence d'une légère moustache, duvet abondant au-dessus de la lèvre supérieure, a été révélée chez plusieurs princesses de la dynastie Kadjar en Iran photographiées à la fin du XIXe siècle et au début du XXe siècle. Une rumeur historique circulant sous forme de mème, reprise également sur internet, attribue à ces moustaches un hypothétique statut d’idéal de beauté féminin iranien de l’époque en prenant appui sur des photographies des princesses Esmat et Taj Saltaneh, filles de Nassereddine Shah, chah d'Iran entre 1848 et 1896. Cette affirmation est trop exagérée pour être considérée comme vraie. Elle s'appuie toutefois sur des faits historiques relatifs aux changements politiques qui s'opérèrent en Iran à cette époque, menant à une ouverture sur l'étranger et à une émancipation progressive des femmes à laquelle Taj Saltaneh participa,,. Le duvet des femmes Kadjar a été analysé par l'historienne iranienne Afsaneh Najmabadi, spécialiste des pratiques sexuelles en Iran à cette époque, comme l'expression d'une sexualité moins hétéronormative dans laquelle le désir pouvait être suscité par une femme ressemblant à un jeune adolescent (ou amrad). L'ouverture de l'Iran sur le monde, et la venue de plusieurs Européens en Iran, a permis à certains de ces derniers de remarquer l'inadéquation de ce duvet avec l'idéal de beauté féminin occidental, ce qui entraînera l'évolution de cet idéal en Iran, et la fausse idée selon laquelle les Iraniens tenaient la laideur supposée de ces femmes pour un canon esthétique,,.

## La moustache chez l'animal
Chez l’animal, la moustache désigne un ensemble de poils raides, organe tactile servant notamment à la situation dans l’espace des félins ou de certains rongeurs, et que les scientifiques appellent vibrisses.